# Nikolai Astrup (maler)
 Ikke at forveksle med Nikolai Astrup d.y. og Nikolai Astrup (politiker).
Nikolai Johannes Astrup (født 30. august 1880 i Bremanger i Nordre Bergenhus amt i Norge, død 21. januar 1928 i Førde i Sogn og Fjordane i Norge) var en norsk maler, tegner og grafiker. Han er en af de mest særprægede billedkunstnere i norsk kunsthistorie og var ved siden af Edvard Munch en væsentlig fornyer af grafik i Norge.
Astrup er kendt for sine landskabs- og naturbilleder fra Jølster i Sogn og Fjordane. Han fandt størstedelen af sine motiver i hjembyen Jølster, og han brugte samme motiv flere gange i forskellige varianter. Han fremstillede naturen og folkelivet med frodighed og fantasi. Astrup var dygtigt til at fremstille nuancerne i naturfarverne, særligt grønfarverne som karakteriserer forår og sommer i det fugtige klima på Vestlandet. Han var særligt optaget af at genskabe følelser og stemninger. Sjælelivet var vigtigt for Astrup, som brugte sine egne børnetegninger og barndomsminder i kunsten. Mange af hans billeder er karakteriseret af både det symbolske og af en barnlig enkelhed.
Hans naturbilleder har realistiske, naturalistiske og abstrakte træk. Med sin naturindlevelse stod Astrup til dels uden for kunstudviklingen og uden for de toneangivende miljøer. Han beskrev sig selv som den mest sted- og jordbundne maler i landet. Træsnit var lidet anvendt i Norge, da Astrup tog teknikken i brug. Det var stort set blot Munch som havde brugt teknikken med godt resultat.

Astrup var godt orienteret om det, som foregik i europæisk kunst og var påvirket af samtidens kunst, blandt andet gennem mange studieturer til udlandet. 
| „ | Man kan ikke bli maler, bare for å vise frem lekre farver. Det mener jeg de mange unge malere som er elever av Matisse gjør. Nei, først stemningen – så farvene, for å få stemningen frem. | “ |
|   | — Nikolai Astrup |   |

Hans kone Engel Astrup var tekstilkunstner. Astrup og familien levede i trange kår på en lille gård ved Jølstravatnet. Han var hele liv plaget af astma, og han døde af lungebetændelse 47 år gammel. Gården, Astruptunet, er nu en del af Sogn og Fjordane Kunstmuseum, som også ejer en del af Astrups værker. Sparebankstiftelsen DNB købte Jon Christian Brynhildsens store Astrup-samling som har fast plads på KODE 4 i Bergen.

## Liv

### Opvækst og familiebaggrund
Nikolai Astrups forældre var Petra Constance Lodtz (1860–1930), datter af handskefabrikanten Peder Mørch Lodtz i Bergen, og Christian Astrup (1844–1919). Astrup-navnet havde været i Norge siden fogden Niels Astrup kom fra Danmark i 1707. Alle forfædrene i Norge havde været præster, fogeder eller sorenskrivere
Faren var sognepræst i Jølster fra 1883 til 1916 med præstegård på Ålhus. Landsbyfolket oplevede Astrup som strengere end forgængeren Johan Greve. Ved unionopløsningen i 1905 talte sognepræst Astrup for at menigheden burde stemme for kongedømme med en dansk prins som konge. Farens brødre Nils Astrup og Hans Jørgen Synnestvedt Astrup var missionspræster i Zululand. Astrup fik afsmag for den stive og strenge kristendom, som faren repræsenterede.
Nikolai Astrup var ældst af 14 søskende; den yngste søster blev født i 1908. Søsteren Petra Kristine (født 1888) var mor til kunstmaler Anna Margrethe Norum, kemiker Otto Bastiansen og forretningsmand Peter Bastiansen. Nikolais brødre Peter, Kristian og Johannes blev præster.
Han gik først i folkeskole hos lensmanden, og han læste latin hos faren. Senere rejste ham til Gloppen, hvor præsten Lunde afholdt skole for drenge som skulle videre til mellemskolen. Lensmandens datter malede og opmuntrede Nikolai. Præstegården var både bosted og en normal gård i drift hvor Astrup som dreng lærte praktisk gårdarbejde. Præstegården var relativt fattig og bondehuset var delvis råddent og forfaldent.
Det var forventet, at han som ældste søn skulle blive præst som sin far eller sorenskriver, sådan det var normal i Astrup-slægten. Nikolai blev sendt til Trondheim katedralskole i 1895 med sigte på en karriere i kirken, men studierne ved katedralskolen passede ikke til ham. Han udmærkede sig kun i naturkundskab. Katedralskolens protokoller vidner om meget fravær, delvis på grund af sygdom. Astrups karakterer var værst i klassen, og blandt de værste det år. Astrup-biograf Øystein Løjet antyder at fraværet skyldes ture til Trondhjems Kunstforening hvor Astrup kunne se malerier af J.C. Dahl, Adolph Tidemand, Hans Gude, Eilif Peterssen (som senere købte et billede af Astrup), Frits Thaulow og Gerhard Munthe. Astrup havde bestemt sig for at blive kunstner, da ham var 14 år gammel og begyndte at samle egne tegninger fra han var 15 . Bare 14 år gammel skrev han udførligt om oplevelsen af landskabet på en rejse fra Jølster via Gloppen til Bremanger. Sådanne oplevelser beskrev han ofte i op til 60 sider lange breve til vennen Arne Giverholt.
Efter en dårlig eksamen vendte ham hjem til Ålhus i Jølster og underviste der en tid sine yngre søskende. Faren ville hellere se ham som håndværker end som kunstmaler. På dette tidspunkt lavede han mønstre til tæpper, åkle, som moren og hendes veninder vævede.
Astrup talte ofte bittert om sin far, som ikke lod ham begynde med kunsten tidligere. Desuden ville faren ikke lade ham gå sankthansaftenen, fordi han mente, at der var hedenske skikke indblandet – noget som kan spores i Astrups billeder med sankthans som motiv. Fra prækestolen havde faren fordømt den ugudelige skik med «ligdans», hvor den døde blev hædret med dans og drik før liget blev lagt i kisten. Astrup beskrev, hvordan han med dårlig samvittighed sneg sig ud for at opleve både St.Hansbål og ligdans. Oplevelsen af denne Jølster-tradition genskabte han i tegningen «Likdans». Ifølge forfatteren Anders O. Klakegg oplevede Astrup næppe selv ligdans, men han kan have oplevet lit de parade hvor unge sad sammen og sang gennem natten. Ligdans var sandsynligt noget han havde hørt om af ældre folk i området.

### Ægteskab og familie
Efter omkring tre år med studier blandt andet i udlandet, flyttede Astrup i 1902 tilbage til Jølster og blev der permanent. De første år boede han på præstegården og var kunstnerisk yderst produktiv. Han giftede sig med Engel Sunde (1892–1966) den 23 . december 1907. Hun var endnu ikke fyldt 16 år og ægteskabet vakte opsigt i området. De to mødtes da Astrup ville male Kleivafjellet (Kollen) ved Kjøsnesfjorden. Den bedste udsigt til fjeldet fandt han på gården Sunde, hvor Astrup fik lov til at stå i et rum i en af bygningerne. Astrup malede billedet «Rå novembermorgen på Sunde i Jølster» (senere kendt som «Kollen»). De boede første i præstegården på Ålhus før de flyttede til en ledt bolig på Myklebust, på sydsiden af Jølstravatnet, omkring 1910. Der anrettede Astrup sit eget arbejdsrum eller atelier lige ved. Parret fik sit første barn, Kari, i 1911 .
Omkring 1914 købte de sin egen grund på Sandalstrand (nu Astruptunet) 3 km syd for Myklebust. Astrup havde fortsat atelier på Myklebust, hvor han indrettede et rum på sin egen ejendom. Ejendommen var en forfalden husmandssted på en stejl bakke, men blev i løbet af få år sat i stand. Ved siden af gårddriften og familieforpligtelser på Sandalstrand fortsatte Astrup sit kunstneriske virke, men økonomien var vældig trang, og han led af dårligt helbred. Nikolai og Engel Astrup fik otte børn. Astrup boede på Sandalstrand resten af sit liv. Deres yngste søn levede i 2019 .
Gården lå så stejlt, at Astrup til dels måtte anlægge terrasser for at få plads. Han plantede blandt andet mange slags rabarber, som er gengivet i flere af hans billeder. I haven på Sandalstrand, hvor terrænet flere steder skråner 27 grader, anlagde Astrup en have op med terrasser for at forhindre skred. Astrup brugte haven som motiv i flere af sine malerier. Astrup var interesseret i gammel byggeskik og byggede egenhændigt gården op. Byggematerialerne i hovedhuset var hentet fra så meget som #em ældre «stuer» (bolighus) som han satte sammen i den bratte bakke.:118 

Forfatteren Hans E. Knick og den norske maler Ludvig Ravensberg besøgte Sandalstrand i 1922 efter en lang fodtur fra Myrdal gennem Flåmsdalen.
| „ | Her er merkeligt. Sandalstranda er en samling av små hus, bregner, bredbladede vekster oppbygde gravvoller. Det er kultur skapt av mesteren på en stri terrasse. Oven oss skråner det vilde bjerg op mot himlen. Inne i huset vrimler det på væggende av Astrups geniale kunst, et rike i sig selv, en særmerkt terrasse med oprindelige, ville personlige billeder. Det er motiver som fra stenalderen og så rafinert forfinede, at det ofte minner om fransk kunst. Landskapet er dristigt og bibelsk som fra den tid Vorherre skilte vandene og landene for sig. Astrup, denne mærkelige mand, har beåndet alt på dette sted, har bygget husene, har befruktet og krysset planterne, har bygget torvevollen mot den barske natur, har bygget stengrottet og avsatser. Kinck og jeg går her i en eneste forundring. | “ |
|   | — Ludvig Ravensberg, 1922:21 |   |

I 1920 anskaffede han sig en radio, i 1923 installeret han selv telefon hjemme og på den sidste udlandsrejse ville han gerne prøve at flyve, hvilket han var optaget af. Han byggede også sit eget fotoapparat.

### Sygdom og død
Astrup var fra barndommen plaget af astma. Det har været diskuteret i medicinske artikler om hans astma har påvirket hans kunstneriske virksomhed. Anfaldene tvang ham ofte til at gå ude om natten for at få at puste ud, noget som kan spores i hans forkærlighed for natbilleder. Sygdom nævnes hyppigt i Astrups brev, og medicinen han brugte i perioder gav markante synsforstyrrelser. Omkring 1924 beskrives synsforstyrrelserne nøje. Han røg astmatobak som indeholdt atropin fra belladonnaurt. Klimaet i Jølster og jorden på Ålhus kan have forværret plagene. I 1906 var han stærkt ramt af tuberkulose. Han medicinerede sig selv med adrenalin i sprøjteform. I et brev fra 1909 skriver han at han var erklæret smittefri. Tidligt i januar 1928 rejste han i åben bil til Førde, blev forkølet og døde af lungebetændelse 21. januar. Astrup blev gravlagt ved Ålhus Kirke. Begravelsen blev betalt af Jølster kommune.

## Uddannelse og studierejser

### Kristiania 1899–1901
Faren lod modvilligt Nikolai begynde på Den Kongelige tegneskole i Kristiania sommeren 1899. Faren betalte for den lange rejse med båd via Bergen til Kristiania. For at få råd til oliemaling tegnede Astrup julekort som han solgte til et forlag.
Etter en kort stund på tegneskolen (som han ikke brød sig om – «ein laak skule») begyndte han på Harriet Backers private kunstskole i 1900, hvor han studerede akttegning og arbejdet med oliemaleri. Backer omtalte Astrup som en af sine bedste elever: «jeg lot han gå helt i den retning han ønsket, jeg skjønte at han virkelig var selveste geniet ved skolen».:20  Backer sagde, at hun ikke måtte lære ham for meget, så det specielle han havde med sig blev taget vare på. Backer har fortalt at Astrup var den fattigste eleven på skolen, og at han til dels levede på havregryn, som var den billigste mad tilgængelig. Astrup studerede maleri hos Backer frem til 1901 og fik samtidig undervisning i radering af Johan Nordhagen ved tegneskolen. I 1901 fik Astrup stipendie af Olaf Schou, efter anbefaling fra Kitty Kielland, for at studere i udlandet. Schous stipendie var på 1000 kroner.

### Tyskland 1901
I november 1901, han rejste til Tyskland og besøgte de store museer i Hamburg, Berlin, Dresden og München, og beundrede især værker af den schweiziske symbolist Arnold Böcklin som Astrup, beskrev som: "Der er ingen kunstner, jeg nu forstaar så god som ham, tror jeg, men måske han også er en let forstaaelig for alle Arnold Böcklin [...] hans malerier griber en mest ved sin pludselighed, et öieblik, så det grösser i en og alligevel kan man nyde synet af dem længe efter." Astrup døbte senere sin egen søn Arnold Bøcklin.

### Paris 1901-1902
Astrup studerede fra december 1901 til maj 1902 i Paris hos Christian Krogh ved Académie Colarossi. Krogh udtalte følgende om Astrup: "han ville blive den, der bedst vil hævde den norske Kunsts Position både hjemme og i udlandet". Krogh var imponeret over, hvor hurtigt Astrup havde udviklet sig som autodidakt. Krogh hængte Astrups billeder på væggen, så de andre elever kunne lære af dem. Der er bevaret nogle billeder fra hans tid i Paris. Stilen Astrup lærte hos Backer (i Kristiania) og Krogh, der er beskrevet som naturalisme påvirket af impressionismens farvepalet.
Flere af Astrups notebøger fra Paris er bevaret i Astruptunets og Nasjonalmuseets samlinger. De indeholder skitser af græske og egyptiske vaser samt undersøgelser af ukiyo-e – japansk træsnit af Hiroshige og Katsushika Hokusai. Astrup var i Paris i vinteren 1905-1906.

### London 1908
Astrup fik i 1907 økonomisk støtte af Olaf Schou for at rejse til London. I England besøgte Astrup National Gallery og the Victoria and Albert Museum, samt det nyåbnede Tate Gallery. Han granskede nøje landskabsmalerierne af John Constable, og brød sig særligt godt om hans maleri "Gillingham Mill, Dorset" (1823-1827),, som han omtaler som som det smukkeste af Constables malerier: "et billede, så fuld af romantik (både gamle og nye)". Astrup skrev: "Constabel er måske den bedste af de engelske kunstnere, når alt kommer til alt."J. M. W. Turner var "prægtig" og havde "stor fantasi", men var i Astrups øjne Böcklin underlegen. Om den engelske portrætmaler Joshua Reynolds skrev han: "han må da være den første impressionist i England".

### Berlin 1911
Med Houens legat rejste Astrup til Berlin og derefter på Den tolvte Berlin-secesjonen. Astrup kom der til at se sin favorit Böcklin, men også værker af nutidige tyske kunstnere som Wilhelm Leibl og Fritz von Uhde. Der var udstillet værker af blandt andre Giovanni Segantini, Edouard Manet, Paul Cézanne, Vincent van Gogh og Honore Daumier. Astrup kan have været udsat for de elementer af ekspressionisme i værker af Max Slevogt og Lovis Corinth, og det er muligt, at han så malerierne af Ferdinand Hodler, som udstillede syv malerier.
I et brev fra Berlin skriver Astrup, hvordan Matisse var tidens stil, og at der var en "utrolig mængde kæmpe efterligning" af franskmanden er rigt farvede malerier. Kunsthistoriker Tove Kårstad Haugsbø påpeger, at Astrups farvepalet er meget lysere og stærkere i denne tid, for eksempel ved det faktum, at han gør brug af ublandede farver.
Efter Berlin rejste Astrup videre til Schweiz og Danmark. Han afsluttede studieturen i København, hvor han så Den frie Udstilling og blev begejstret for værker af Aage Bertelsen og Sigurd Swane. Han besøgte slægtsgården på den Jyske halvø og malede der "Motiv fra en dansk bondegård" (olie på lærred, 1911).

### København og Stockholm 1916
I efteråret 1916 rejste Astrup til København og Stockholm med kunstnervennerne Moritz Kaland og Nils Krantz. Han så formentlig den årlige "Kunstnernes Efteraars-udstilling", som omfattede værker af Cezanne og Matisse, og af danske samtidskunstere som Axel Salto og Olaf Rude, samt den norske Per Krogh.
I Stockholm besøgte Astrup Thielska galleriet, og hans omtale af den franske kunst tyder på at han også besøgte "Svenska Konstutställningen" på Charlottenborg.

### Tyskland, Italien, Algeriet og Spanien 1922-1923
Med et rejselegat fra Conrad Mohr rejste Engel og Astrup på en længere udenlandstur fra september 1922. Formålet med turen var den kunstneriske inspiration og håbet om at gøre noget ved Astrups kroniske lungeplager. De var i Berlin i oktober. I november besøgte de Venedig, Napoli og Pisa. Det nye år 1923 blev brugt i Algeriet. Engel var højgravid på turen og Per Alger, som blev opkaldt efter fødestedet, blev født i januar. Familien rejste i marts fra Nordafrika til Spanien og var tilbage i Jølster i foråret 1923. I Italien var han især interesseret i malerier af munk Beato Angelico og i Liechtenstein bemærkede han stærke indtryk af Guido Renis madonna.

## Kunst
Astrups produktion omfatter i alt 210 malerier og 48 træskærerarbejder. Han er kendt for sine landskabsmalerier, og fandt størsteparten af sine motiver i hjembygen Jølster i Sogn og Fjordane. Perioden 1902-1911, mellem de to vigtige udenlandsrejser, var hans kunstneriske mest produktive periode. De ældste billeder er ofte dystre med præg af ensomhed, og til en vis grad, uhygge. Især efter at han stiftede familie i 1907 fik billederne et lystigere præg med lysere nuancer og motiver som et legende barn, og Engel, i lys kjole. Efter separatudstillingen i 1911 og rejsen til Berlin blev hans billeder mere kompliceret med flere nuancer af farver og penselføring og med mere komplekse kompositioner. De ti-femten sidste år, han levede malede han lidt og mange billeder blev stående ufærdige i årevis.

Astrup anvendte musikalsk terminologi (som symfoni og nocturne) til at beskrive farver. Han erklærede, at musikken står maleriet nærmest af alle kunstarter, og at en begavet musiker var en latent maler. Astrupforsker Tove Haugsbø tror, at han kan have haft synæstesi, hvor musik og billeder bliver forbundet med hinanden. Astrup skrev selv, at en rød kjole var som lyden af en trompet.
| „ | Han kjender sin bygd ved dag og nat. Især ved nattetid kjender han den. Vaarnatten. Og de lyse nætter ved Jonsokleite – især disse! Saavel naar menneske-naturen slipper sig løs en stakket stund rundt baalet, som naar folk er i hus, og der blir ørens lyd for bækkers prat og for Jølstervandets bølgeskvulp, og nattens forskjellige hvitt driver sin trolske skyggelek…hvite plommetrær mot hvitmalt husvær! – Han har smakt paa bygden, han har bitt i sevjesur olderkvist om vaaren. | “ |
|   | — Hans E. Kinck |   |

## Galleri
Oliemalerier
- "Forår aften på jølstravatnet (lake)" 1900
- "St. Virkeligheden på jølstravatnet (lake)" (olie på lærred, 64x70 cm, 1909)
- "Fjøsfrieri" (olie på lærred, 1904)

Grafik
- "Vårnatt og seljekall" (1917)
- "Lille selvportræt" (1904)
- "Den gamle fisker"
- "Vandfald og en gletsjer"

## Eftermæle
Astrup betragtes som en af de vigtigste billedkunstnere i Norge i begyndelsen af 1900-tallet. Astrup var i Norge anerkendt som en kunstner fra hans debut, og brød igennem med udstillingen i 1905. Samleren Rasmus Meyer har købt en stor del af billederne i denne udstilling. Stenstadvold bemærkede i 1946, at Astrup var lidt kendt i udlandet, dels fordi hans kunst kun blev anset som dygtig, men enfoldig naturalisme.:124 
| „ | ...først da jeg så hans minneutstilling nu i høst, gikk det helt op for mig, hvad Norge har tapt ved Nikolai Astrups død. Hans beste arbeider hører til mesterverkene i norsk kunst, og som kunstnerpersonlighet var han en av de rikeste og dypeste vårt land noengang har fostret. | “ |
|   | — Einar Lexow (1928) |   |

Mindeudstillingen i 1928 bestod af omkring 245 værker og blev vist både i Bergen og Oslo. Edvard Munch erklærede efter mindeudstillingen i 1928, at han ikke forstår, hvordan Astrup havde formået at skabe alt::87  "jeg har hørt folk sige, at Astrup var doven, det er utroligt, at han har opnået så meget på så kort et liv.":48  Kunst og Kultur havde i 1928 (vol. 15) fire artikler om Astrup – af Einar Lexow, Frøydis Haavardsholm, Sigurd Høst, Magnhild Ødvin.
Når Angel døde i 1965, gik ejendommen ifølge testamentet til Jølster kommune til at være museum for Astrups liv og værker. Astrups gård med bygninger, indgår i Astruptunet museum.
I 2019 udkom filmen Astrup - flammen i Jølster instrueret af Pål Øie med danske Thure Lindhardt i hovedrollen. Filmen er biografisk og følger kunstneren gennem hele livet. Fotograferinen er inspireret af Astrups egne billeder.

### Samlinger og udstillinger
I første halvår af 2016 var Astrups kunst præsenteret på Dulwich Billede Gallery i London. Dette var den første større præsentation af Astrup i udlandet, og den første soloudstilling uden for Norden.
| „ | Astrup’s childlike vision, drenched in the wet hues and strange rituals of his western Norway, are finally being recognised. (…) Near contemporaries, Munch and Astrup were both innovative and admired painters but while Munch is today one of the few household-name artists, thanks to one misunderstood and overrated painting, Astrup has been neglected by everyone outside Norway | “ |
|   | — Spectator (2016) |   |

Spectator, beskrev i sin anmeldelse, Astrup, som Norge næstestørste maler ved siden af Munch. Ifølge the Guardian har Astrup været lidt kendt udenfor Norges grænser, og var ukendt, selv blandt britiske kunsthistorikere. "Han burde være ligeså berømt som Edvard Munch, men verden synes at have glemt alt om ham", skrev the Guadrians kommentator.
En kopi af "Juninatt" (farvetræsnitt på papir, 31x41 cm) blev i 2014 solgt for omkring 1 million; det var dengang det dyreste tryk af Astrup. Farvetræsnittet "St. Hansbål" blev i 2011 solgt for 3 millioner.

I 1995 valgte NRK og Dagbladet et par billeder, som "Norges nasjonalmalerier". Astrups "Jonsokbål" (1912) og "Varmen kommer ind til jorden" (1903) var inkluderet i udvalget.
- Astruptunet på den sydlige side af jølstravatnet (sø), Astrups hjem 1914-1928, er i dag en del af Sogn og Fjordane kunstmuseum